# Henrik Selberg
Henrik Selberg (Laksevåg, Bergen, 1906. február 17. – Oslo, 1993. szeptember 3.) norvég matematikus. Ole Michael Ludvigsen Selberg (1877–1950) matematikus és Anna Kristina Brigtsdatter Skeie fia; Sigmund Selberg (1910–1994) matematikus, Arne Selberg (1910–1989) hídépítő mérnök és Atle Selberg (1917–2007) matematikus testvére. 1962 és 1973 között az Oslói Egyetem professzoraként dolgozott. Főként a komplex analízis és a potenciálemélet területén ért el eredményeket.